# Новотроєвка (Самарська область)
Новотроєвка (рос. Новотроевка) — село в Алексєєвському районі Самарської області Російської Федерації.
Населення становить 174 особи. Входить до складу муніципального утворення сільське поселення Алексєєвка.

## Історія
Від 2005 року входило до складу муніципального утворення сільське поселення Алексєєвка.

## Населення
| 1986 | 2002 | 2010 | 2014 | 2015 |
| ---- | ---- | ---- | ---- | ---- |
| 186  | ↗221 | ↘170 | ↗179 | ↘174 |